# Ryjówka apenińska
Ryjówka apenińska (Sorex samniticus) – gatunek ssaka z rodziny ryjówkowatych.

## Taksonomia
Gatunek ten został opisany w 1926 roku przez Giuseppe Altobello. Przez pewien czas umieszczany był w obrębie gatunku ryjówka aksamitna. Ponownie wyniesiony do rangi osobnego gatunku został przez Grafa i innych w 1979 roku. Pozycja filogenetyczna gatunku wzbudzała pewne kontrowersje. Morfologicznie gatunek ten jest bardzo zbliżony do zachodnioeuropejskich przedstawicieli grupy gatunków S. araneus. Grupa ta jednak wyróżnia się zestawem chromosomów płciowych XY1Y2, którego brak u S. samniticus. Ponadto S. samniticus ma unikalny wśród euroazjatyckich ryjówek kariotyp 2n = 52. Badania filogenetyczne przeprowadzane przez Fumagallego i współpracowników wykazały jednak bliższe pokrewieństwo między S. samniticus a ryjówką aksamitną niż pomiędzy ryjówką aksamitną a ryjówką malutką zaliczaną do grupy gatunków S. araneus.

## Występowanie
Ryjówka S. samniticus jest endemitem Włoch. Spotykana jest od Apeninów po Kalabrię, przy czym jej szczegółowy zasięg jest słabo zbadany. Znane stanowiska położone są na wysokościach od 300 do 1160 m n.p.m..
Siedliskami tej ryjówki są zakrzewienia na obszarach zalesionych. Unika ona jednak gęstych lasów. Badania Mortellitiego i współpracowników wykazały, że zdominowanie habitatu przez dęby burgundzkie i kasztany jadalne prowadzi do lokalnego wyginięcia tego gatunku.

## Charakterystyka

### Morfologia
Osiągają długość ciała od 68 do 78 mm i masę ciała od 6,5 do 10 g. Ich ogon jest krótki i zwykle nie przekracza połowy długości ciała. Ma sierść w odcieniach brązu, brzuch jest nieco jaśniejszy niż grzbiet. 

### Rozmnażanie
Dojrzałość płciową osiągają w wieku 10-11 miesięcy. Ich ciąża trwa 21 dni, a w jednym miocie może przyjść do 7 młodych. W ciągu roku możliwe są dwie ciąże.

### Dieta
Jest mięsożerny. Żywi się głównie bezkręgowcami, które stanowią 70% jego diety. Pozostałe 30% stanowi padlina.

### Styl życia
Dożywają do 3 lat.

## Status
Gatunek ten umieszczony jest w załączniku trzecim konwencji berneńskiej oraz ma status gatunku niższego ryzyka w Czerwonej księdze gatunków zagrożonych IUCN.